# Palazzo di Bianca Cappello
Il palazzo di Bianca Cappello è un edificio storico del centro di Firenze, situato in via Maggio 26, nel quartiere di Oltrarno. Il palazzo appare nell'elenco redatto nel 1901 dalla Direzione Generale delle Antichità e Belle Arti, quale edificio monumentale da considerare patrimonio artistico nazionale.

## Bibliografia

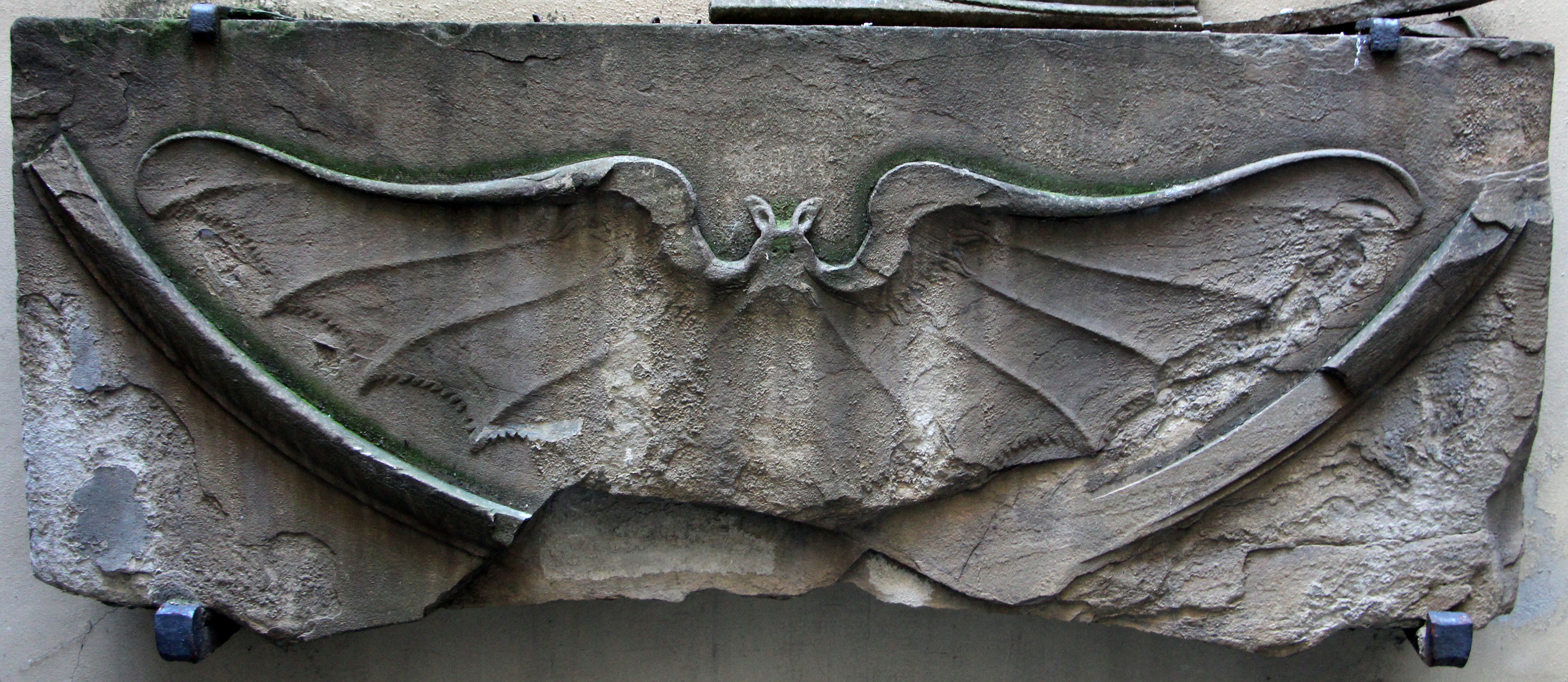
Il sottofinestra oggi in palazzo Pannocchieschi

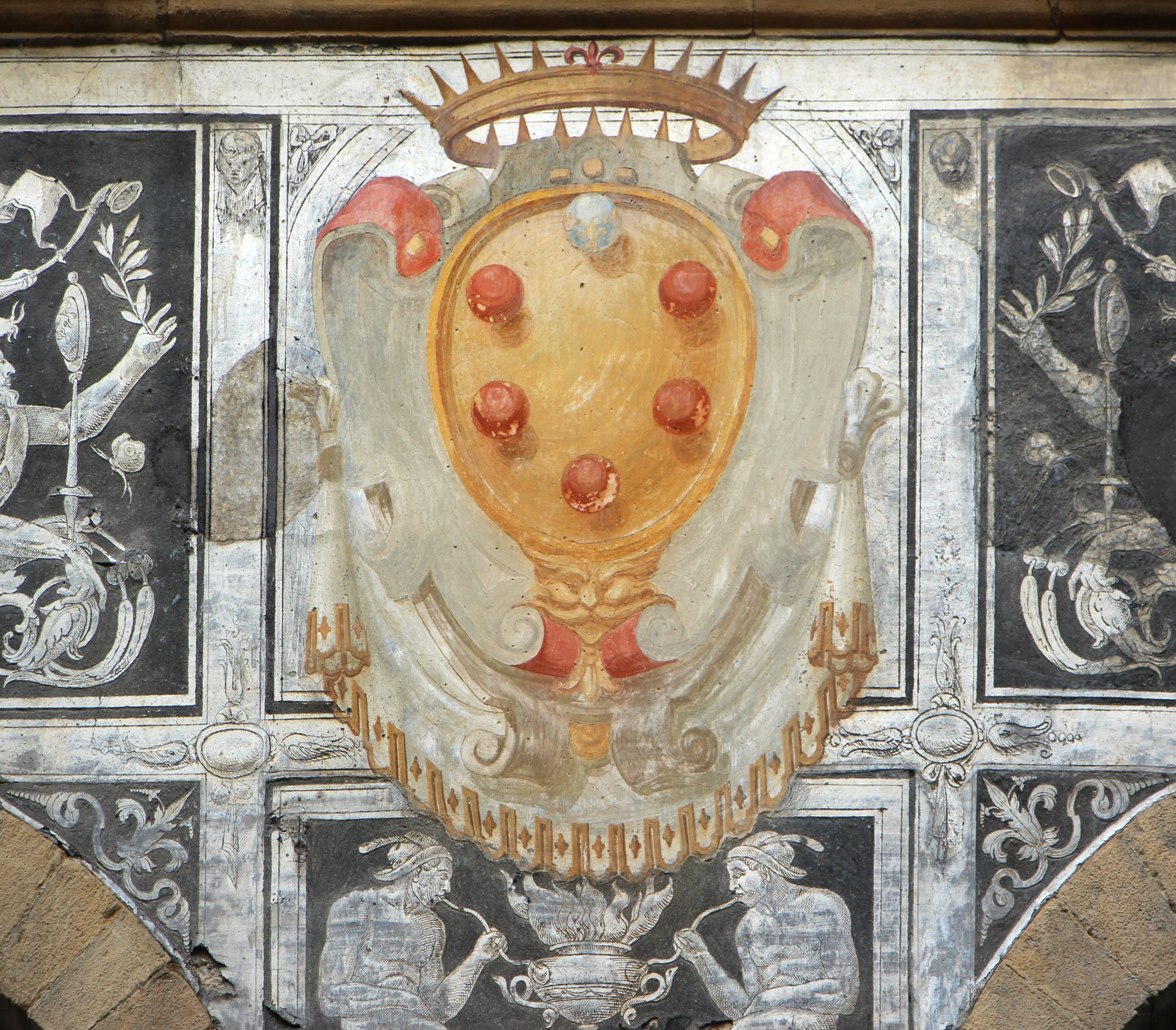
Stemma Medici al centro della facciata

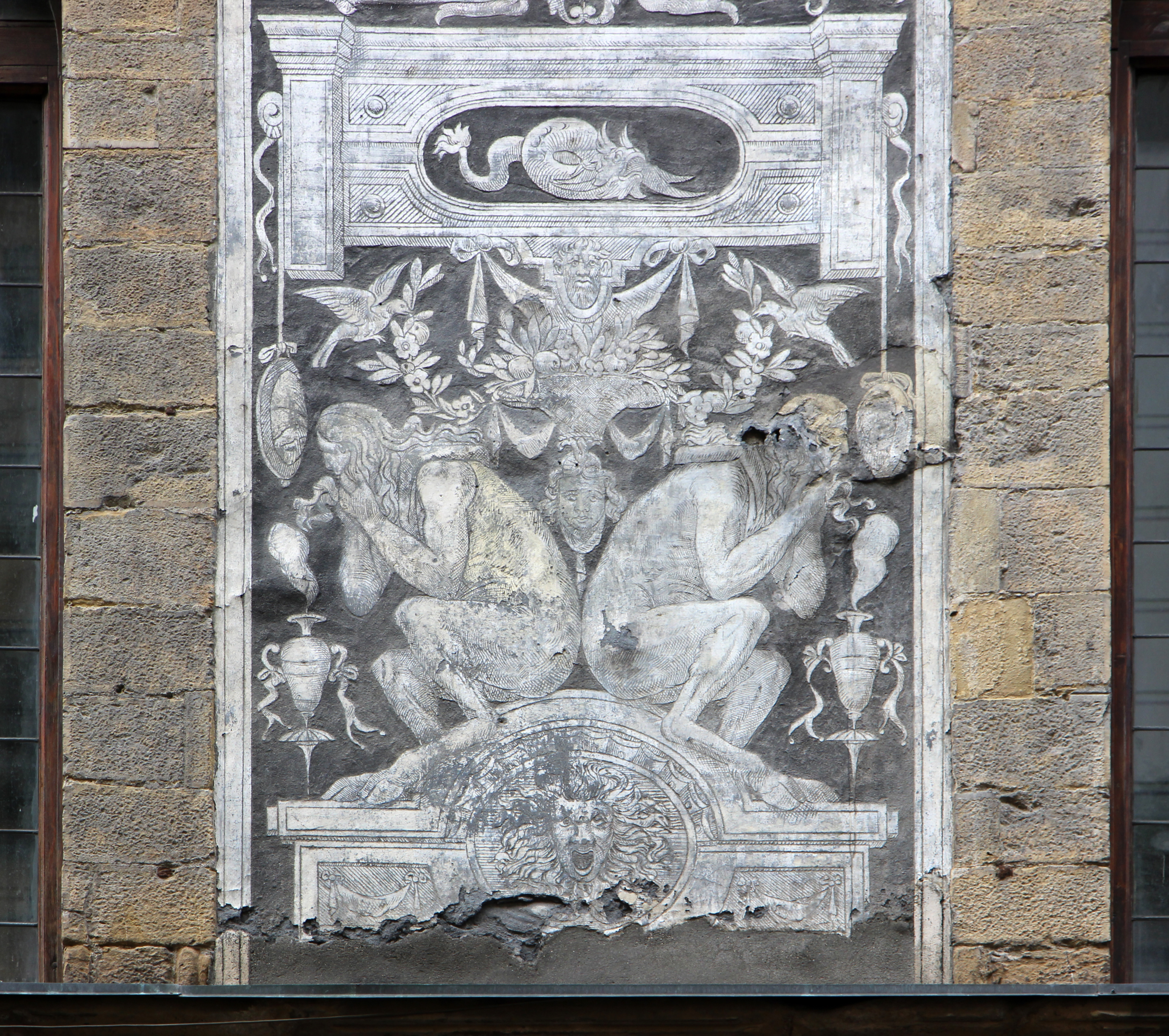
Dettaglio dei graffiti

## Storia
In quest'area era nella prima metà del Quattrocento una casa dei Corbinelli, nel 1566 acquistata da Pietro Buonaventuri, marito della patrizia veneziana Bianca Cappello, col beneplacito del granduca Francesco I de' Medici che, non era certo un mistero, aveva una relazione con Bianca fin da quando egli era principe e nonostante fossero entrambi sposati. Bianca, rimasta vedova due anni dopo, avvalendosi del sostegno economico dell'amante, intraprese un'opera di ammodernamento e abbellimento dell'edificio quattrocentesco, avvalendosi dell'opera di Bernardo Buontalenti (1573-1578). Per maggior comodo e ambizione Bianca Cappello prese inoltre in locazione il palazzo confinante, per quanto non sia chiaro se si trattasse solo di quello ora al numero civico 24 o anche dell'altro segnato col numero 28. 

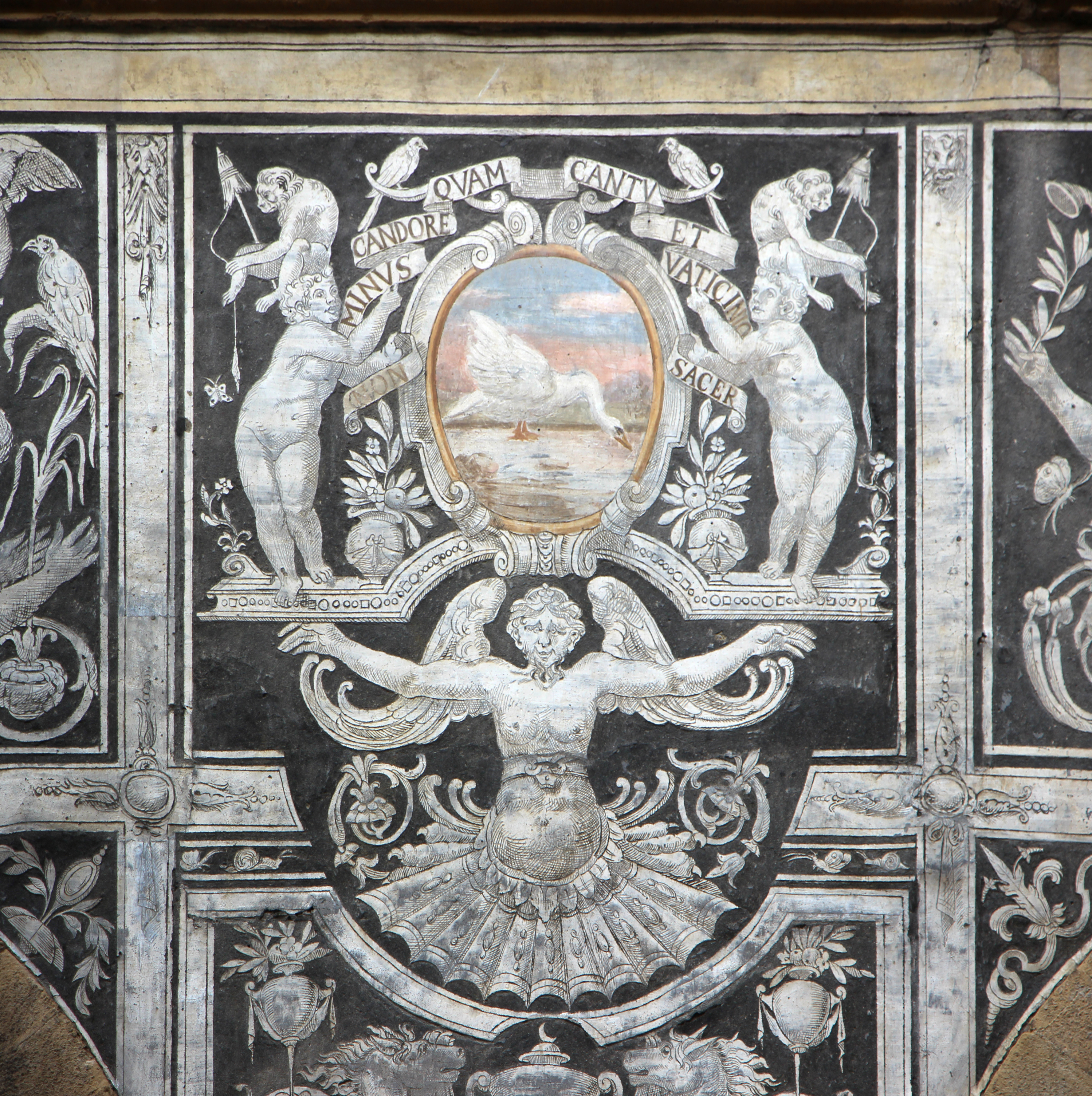
Emblema di Bianca Cappello col cigno nelle grottesche

Tuttavia, sposatasi con Francesco quando egli rimase pure vedovo (1579) e diventata dunque granduchessa, Bianca Cappello alienò ben presto la casa all'ospedale di Santa Maria Nuova (1584), che la rivendette a Giovanni Riccardi nel 1586. Mantenuta da questa famiglia fino ai primi dell'Ottocento, passò in proprietà nel 1828 ai Bonaccorsi Perini, poi agli Altoviti, quindi nel 1906 ai Peruzzi de' Medici, e successivamente ai Pecchioli e ad altri, fino all'attuale condominio. 
È evidente come nell'economia del fronte siano i graffiti quelli che maggiormente hanno destato nel corso del tempo l'interesse, come peraltro attestano le accurate incisioni che li riproducono, realizzate da Carlo Lasinio su commissione dei Riccardi e riprodotte in una splendida edizione nel 1789. Sottoposti a periodiche cure sono stati in particolare oggetto di restauri nel 1885, nel 1928-1929 (condotti da Amedeo Benini sotto la direzione dell'ingegner Ferdinando Pietramellara e con l'accordo della Soprintendenza), e quindi nel 1986 a cura di Antonio Forcellino. Quest'ultimo intervento ha in particolare dovuto far fronte al vistoso degrado delle integrazioni effettuate negli anni venti, il cui impasto cementizio (differente da quello originale composta da malta di calce pigmentata di nero) si era trasformato in una superficie talmente polverulenta da cedere al minimo contatto. 
Negli ambienti al primo piano è la sede dell'Associazione Amici di Pietro Annigoni per la Solidarietà fra i Popoli, fondata nel 1996 dalla sig.ra Annigoni in ricordo del marito, nell'appartamento dove essi convissero all'ultimo piano e dove l'artista realizzò vaste decorazioni alle pareti. Allo stesso piano è la sede consolare del Burkina Faso.

## Descrizione

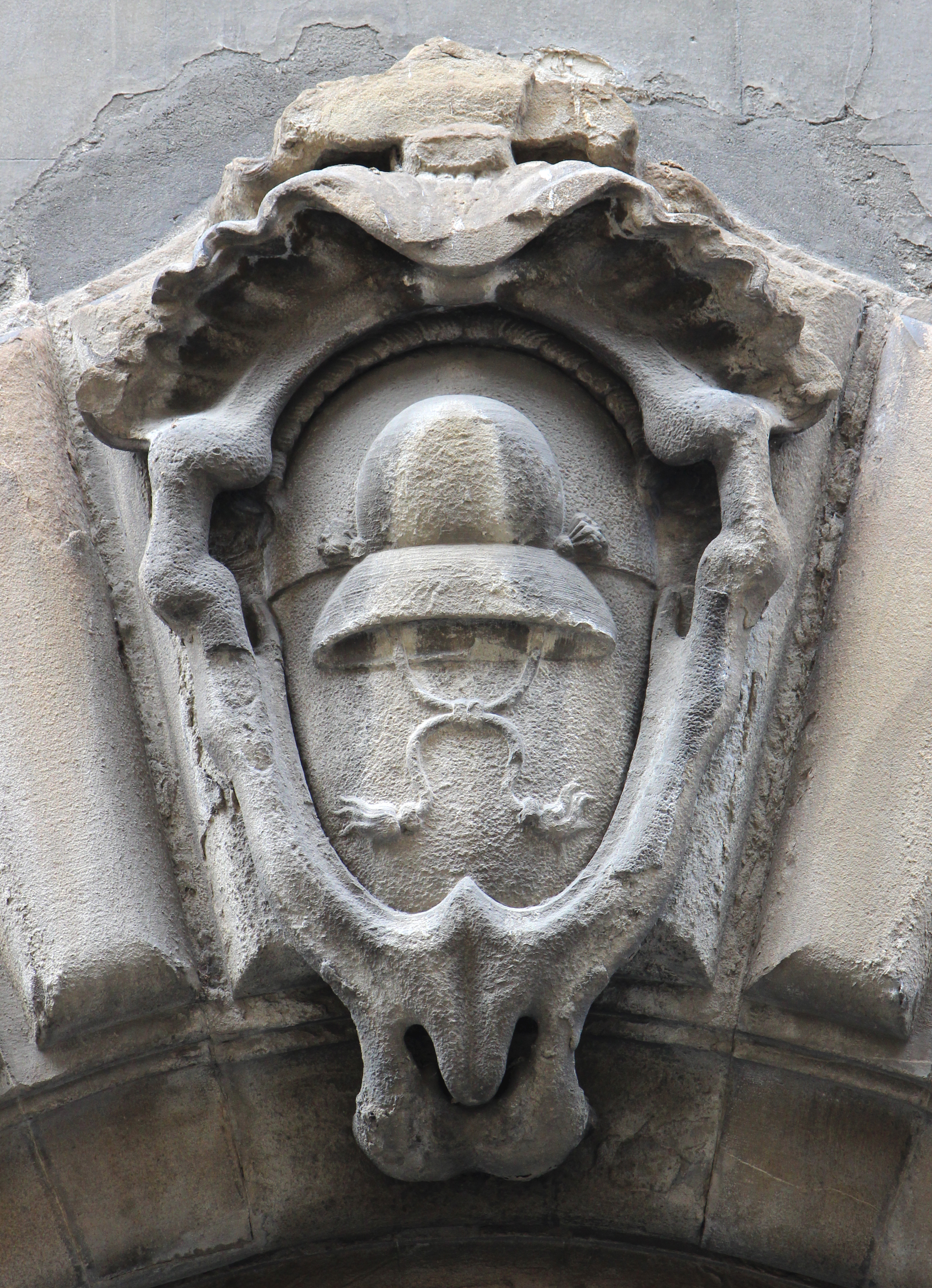
Stemma Cappello

L'architetto, per quanto concerne il fronte, scelse di conservare le ampie finestre già esistenti ai piani superiori, intervenendo sul piano terreno per rinnovarlo radicalmente con due belle finestre inginocchiate (fuori asse rispetto alle finestre quattrocentesche del piano superiore) e con un portone incorniciato da bozze rilevate, sormontato dall'arme parlante dei Cappello. Sotto i davanzali delle nuove finestre si inserì il motivo del pipistrello scolpito ad ali spiegate, poi diventato ricorrente nelle architetture del Buontalenti e più in generale impiegato come figura simbolica a protezione e cura della casa. Il resto della facciata fu invece rinnovato grazie a una ricca decorazione a graffito, realizzata con mano particolarmente felice da Bernardino Poccetti tra il 1574 e il 1579 (per altri tra il 1579 e il 1580 circa). 
Per quanto concerne l'impianto della decorazione,,nonostante la varietà del repertorio e la ricchezza complessiva, tutto appare disciplinato da cornici bianche che si adeguano alla partitura architettonica del palazzo. All'interno di tale schema, i singoli elementi decorativi non rispondono se non alle categorie della varietà e del bizzarro: arpie, levrieri, fumatori di narghilè, satiresse, ippogrifi, putti, scimmie, arieti, figure maschili e figure femminili si susseguono tra candelabre e grottesche. Da segnalare nell'ambito di tale impianto anche gli interventi ad affresco: al centro l'arme medicea sormontata dalla corona granducale, ai lati due ovali con il tema del cigno e un motto alludente sia al candore dell'animale sia al nome di "Bianca" Cappello. 
Per quanto riguarda gli altri elementi di pregio del fronte è da segnalare come al piano terreno solo una finestra conservi lo specchio originario sotto il davanzale; quella di sinistra, adattata a mostra di negozio, non ha più la pietra scolpita, comunque conservata (in pessime condizioni di conservazione) nel cortile dell'adiacente palazzo Pannocchieschi. Sul portone è l'arme dei Cappello (troncato d'argento e d'azzurro, al cappello attraversante dell'uno nell'altro, con il capo caricato del leone di San Marco). 
Nel breve androne è una lapide con iscrizione, che ricorda la proprietà di Bianca Cappello e riconduce l'edificazione al 1566. 
| BIANCA CAPPELLO PRIMA CHE FOSSE MOGLIE A FRANCESCO I · DE' MEDICI ABITÒ QUESTA CASA CHE ELLE SI EDIFICAVA NEL 1566 · |

Si annota la presenza di un corridore sotterraneo, oggi murato e non più accessibile, sempre realizzato nell'ambito del cantiere buontalentiano, che metteva in comunicazione la residenza con il vicino palazzo Pitti. Grazie a questo corridoio durante la Seconda guerra mondiale furono salvate numerosissime opere provenienti dal corridoio vasariano. Il corridoio fu in quel periodo murato in diverse sezioni proprio per proteggere le opere dai tedeschi e tutt’oggi non è più percorribile.

## Edifici satellite
La casa al n. 24 di via Maggio, attigua al palazzo, è un edificio di aspetto maestoso e severo, con il prospetto interamente parato in pietra, ricondotto alla presumibile configurazione trecentesca tramite un 'restauro' condotto su progetto dell'architetto Carlo Del Zanna tra il 1929 e il 1933, che ha comportato ampie integrazioni e ricostruzioni, compreso l'inserimento di buche pontaie, ferri da stanga, da bandiera e da cavallo, così da ricreare un insieme in sintonia con l'idea che dell'età medievale si era definita nei primi del Novecento (si veda anche la targhetta metallica del numero civico, ugualmente in stile). Al terreno la facciata è segnata dalla successione di quattro archi a sesto ribassato, quello all'estrema sinistra di dimensioni minori. Il piano nobile mostra quattro finestre, mentre ai due piani superiori l'interasse si fa più serrato fino ad accogliere cinque bucature. A tutti i livelli le finestre sono caratterizzate da archi a sesto ribassato. 
La letteratura consultata ricorda l'edificio come palazzo Giovanni o Gianni, collegandolo poi al vicino palazzo di Bianca Cappello, che per un certo periodo lo avrebbe avuto in locazione per uso di servizio. È documentato (Fossi 1968) un restauro alla facciata nel 1929 (da identificare appunto con quello finalizzato al recupero dell'immagine medioevale). Anche questo palazzo appare nell'elenco redatto nel 1901 dalla Direzione Generale delle Antichità e Belle Arti, quale edificio monumentale da considerare patrimonio artistico nazionale.